# Стршела
Стршела або Стріла (чеськ. Střela, нім. Schnella) — річка в західній Богемії, відома насамперед своєю глибокою каньйоноподібною долиною. Довжина струмка 101,6 км. Площа водозбірного басейну становить 921,8 км².

## Назва
Назва річки нібито походить від легенди, згідно з якою князь застрелив крука, зграя якого потривожила княже полювання. У шлунку крука був захований зачарований самоцвіт, яким якийсь незнайомець своєю магічною силою знищив зграю воронів, що прокляли замок на високій скелі над річкою. На ознаменування цієї події замок був названий Вороновим каменем (нім. Rabenstein), а річка — на честь cтріли принца. Також у минулому використовувалися назви Лососніце (чеськ. Lososnice), Сагіта чеськ. Sagitta (Шип чеськ. Šíp,, Шипка чеськ. Šipka/чеськ. Schipka), Шинка нім. Schinka та Шнелла нім. Schnella.

## Хід течії
Стршела бере початок у Прахометі біля підніжжя пагорба Прахомет (780 м над рівнем моря) у Тепельській верховині біля Тоужіму, протікає плато в меандрах Заплави, протікає через Жлутицьке водосховище, Жлутиці, нижче Чіше все глибше врізається в місцевість і набуває характеру хижого потоку, в околицях Рабштейна над Стршелою утворює характерний каньйон, над містечком Пласи течія знову заспокоюється і впадає зліва біля Лібліна в Бероунку. Перепад висот між джерелом і гирлом 413,95 м.
Витік Стршели порушено сучасними меліоративними втручаннями в територію та зарегулюванням стоку (частина стоку є затрублена), географічне джерело розташоване на південно-західній околиці Прахомета (50°00'26"N, 12°56'58"E, 705 м над рівнем моря), проте нижнє джерело на східній околиці Прахомета (683 м над рівнем моря) є набагато більш відомим, а також більш повноводним.

## Водний режим
Басейн Стрелі розташований на території з низькою середньорічною кількістю опадів, річка має більший стік навесні, а влітку він дуже низький. Багато приток і сама верхня течія можуть повністю пересихати в екстремально посушливі роки. Так сталося, наприклад, у 2015 році.У цей період для забезпечення мінімального стоку в середній і нижній течії використовується Жлутицьке водосховище, головним призначенням якого є накопичення сирої води для місцевих очисних споруд. Середньорічний стік у гирлі 3,20 м³/с, питома витрата 3,47 л/с.
Середній багаторічний стік Стршели (м³/с) на станції Пласи за місяцями:
Основні профілі:
| розташування                  | річний кілометр | площа басейну | середня швидкість потоку (Qa) | середній стік зі сторіччя (Q100) |
| ----------------------------- | --------------- | ------------- | ----------------------------- | -------------------------------- |
| Жлутиці (водосховище Жлутиці) | 68,30           | 215,70 км²    | 1,05 м³/с                     | 110 м³/с                         |
| Чіхоржіце                     | 52,67           | 393,36 км²    | 1,87 м³/с                     | 174 м³/с                         |
| Пласи                         | 16,30           | 773,83 км²    | 2,99 м³/с                     | 256 м³/с                         |

## Використання
Верхня частина потоку з водоймою Жлутиці використовується як джерело питної води для великої території від Жатця до Штрібро. Рівень води і висотний профіль течії не дозволяють отримати більший приріст гідроелектроенергії, але є кілька малих гідроелектростанцій, найбільша з яких розташована у Жлутицях (219 кВт). У минулому на річці працювало кілька невеликих водяних млинів і лісопилок.

### Водопостачання
Є ряд проточних ставків, особливо у верхній течії (наприклад, Vacek, Mlýnský, Podzámecký, Na Soutoku). На річці є два дамбових водосховища:
- Жлутицьке водосховище – водосховище, побудоване в 1965–1968 роках загальною площею 167,39 га
- Водосховище Plasy.

### Водний туризм
Найбільш привабливим і відомим для водного туризму є нижній, близько 60 км, відрізок течії від Жлутицького водосховища. Течія тут судноплавна лише у виняткових випадках, з більшою швидкістю течії, принаймні 4 м³/с (також використовується скидання води з водосховища Жлутицької греблі). Верхня судноплавна ділянка має характер швидкоплинної звивистої заплави (ZW B-C). Від Чиші пороги з кам’янистим до валунистого русла шириною 5–8 м поступово набувають хижого характеру. Найбільші пороги розташовані нижче Рабштейна (WW l-ll). Нижче Пласів скелясті пороги зменшуються, і річка впадає в лісисту долину без доріг і людських поселень. Дамб небагато, деякі широкі і прохідні.

## Млини
Млини в порядку течії річки:
- Монастирський млин у Пласах, округ Пльзень-північ, культурна пам'ятка

## Зображення

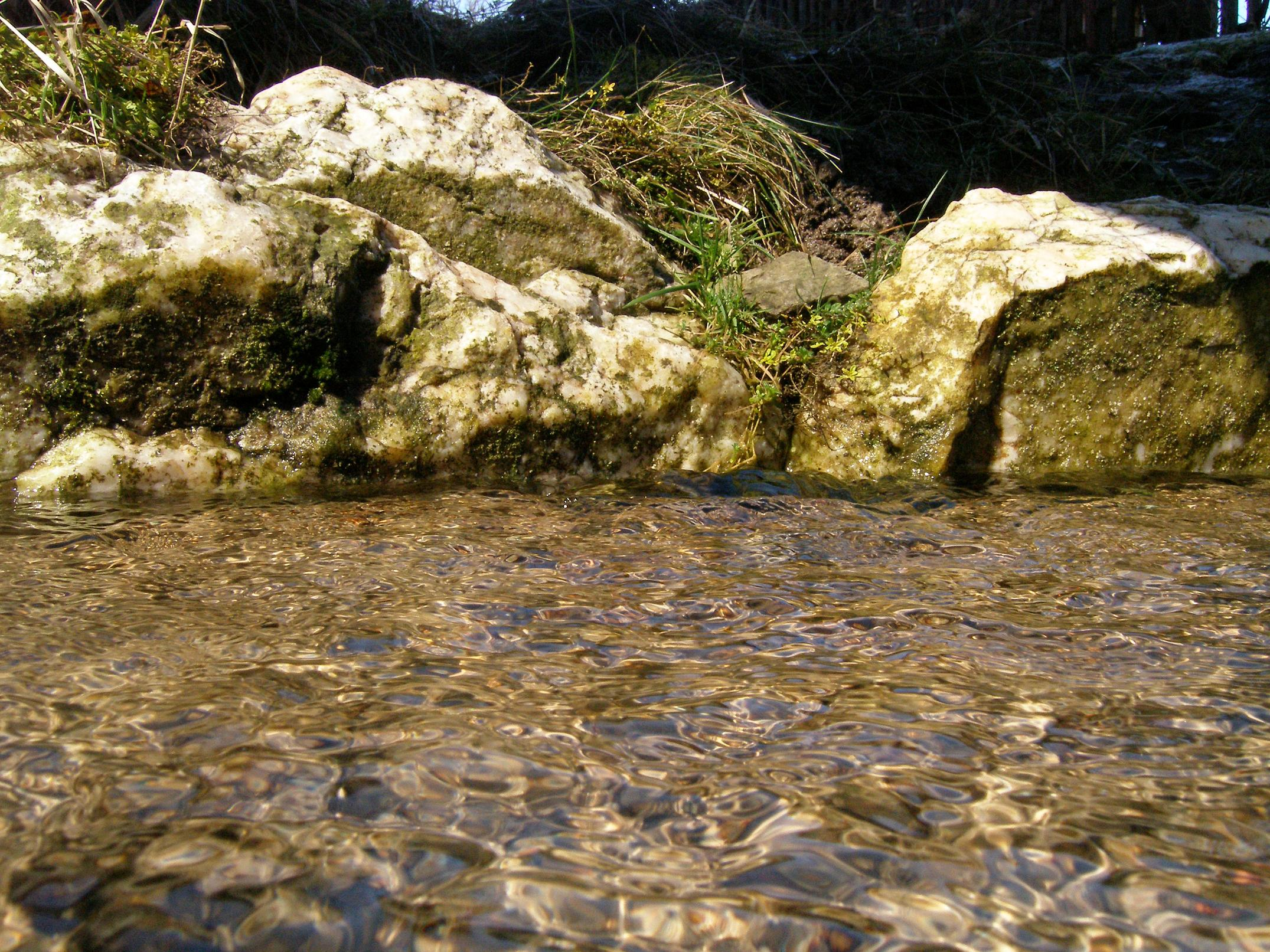
Виток Стршели (нижній)
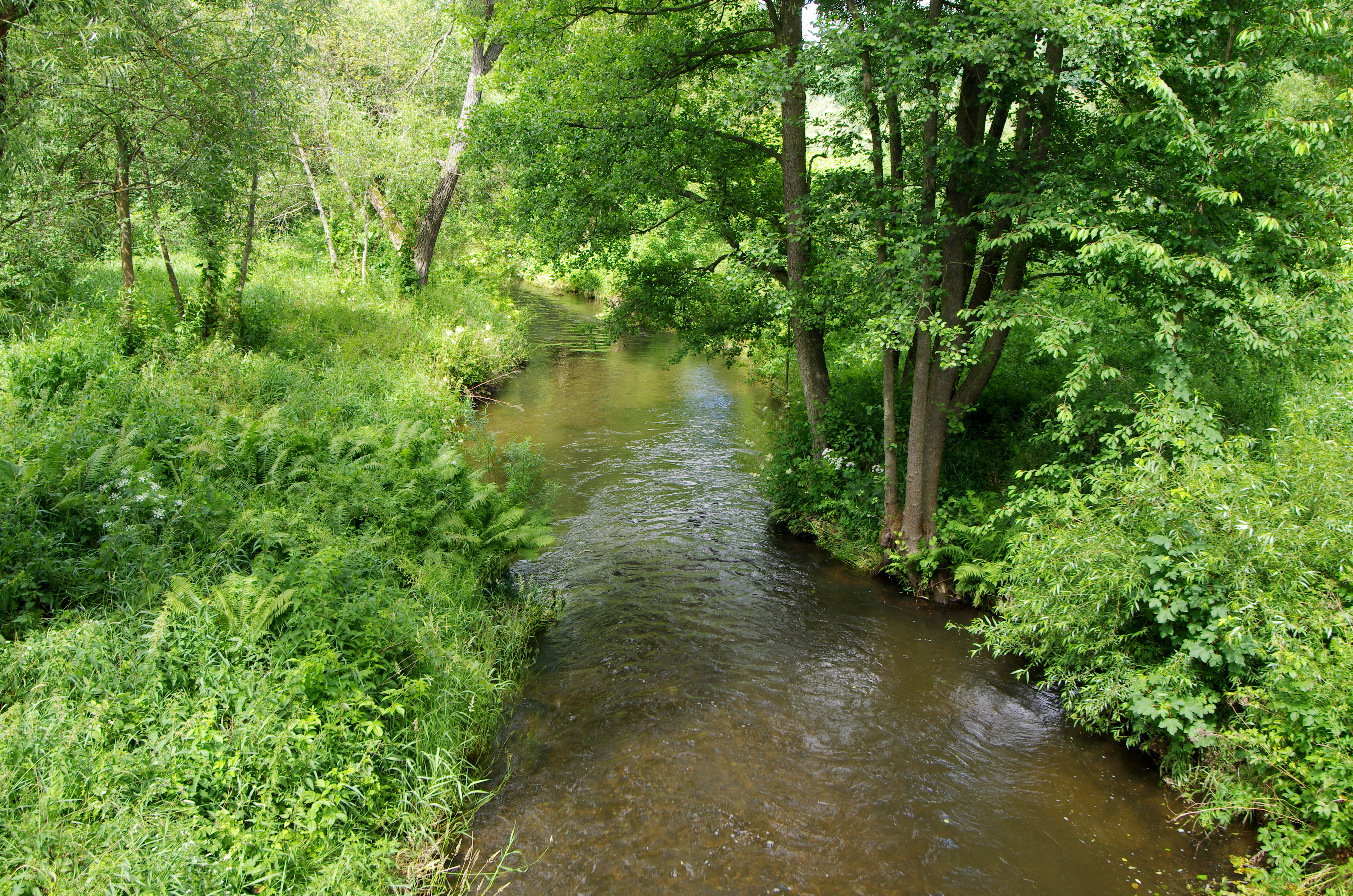
Річка біля Жлутиць
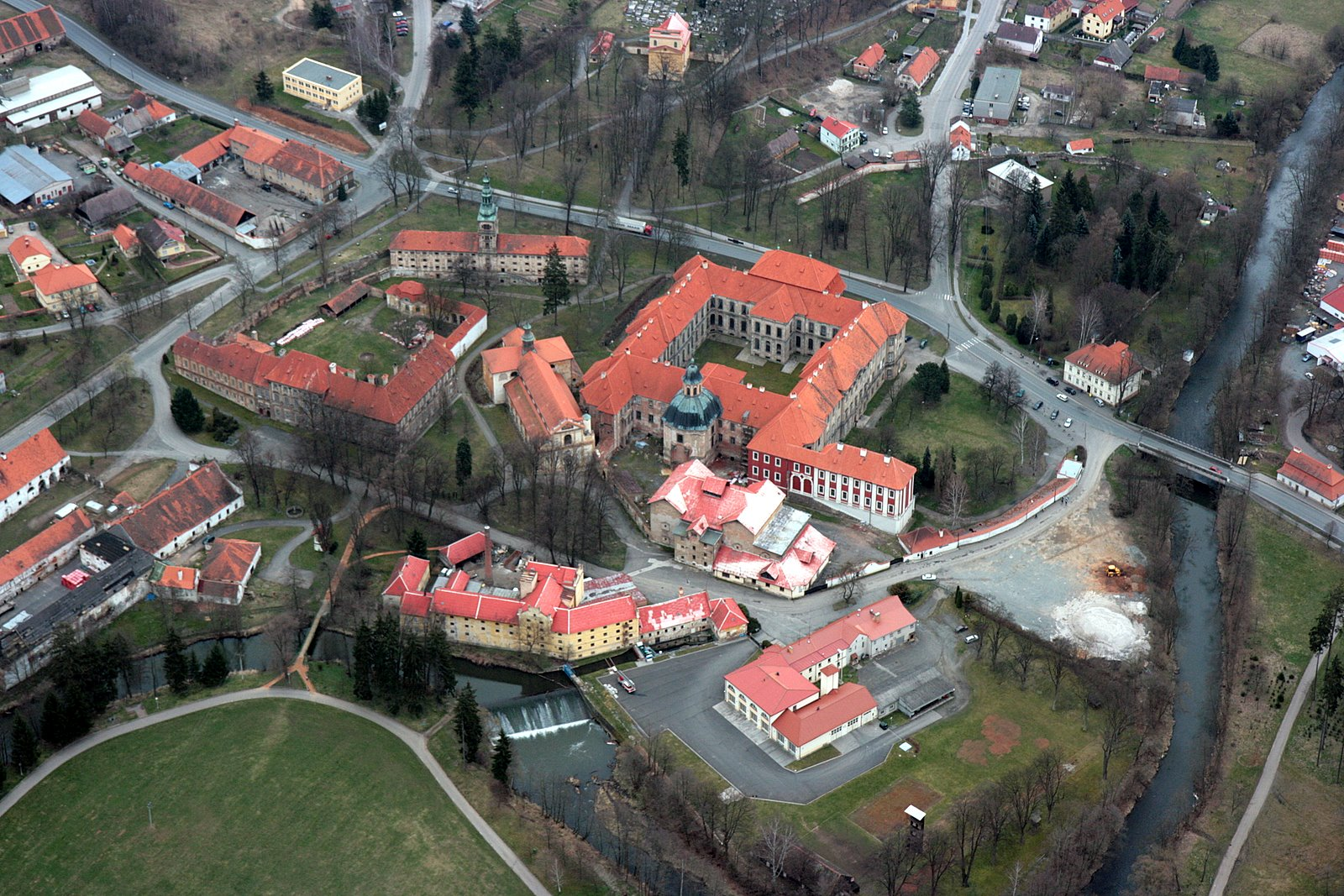
Стршела біля монастиря у Пласах
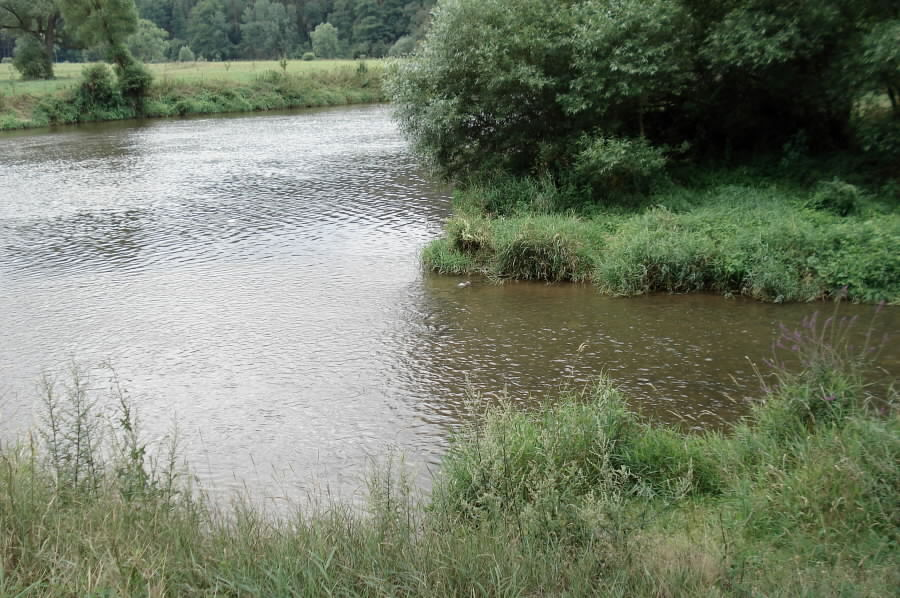
Впадіння Стршели (справа) в Бероунку

## Зовнішні посилання
- Sovolusky – aktuální vodní stav na stránkách Povodí Vltavy Архівовано липень 3, 2017 на сайті Wayback Machine.
- Odtok VD Žlutice – aktuální vodní stav na stránkách Povodí Vltavy Архівовано травень 13, 2017 на сайті Wayback Machine.
- Čichořice – aktuální vodní stav na stránkách Povodí Vltavy  Архівовано травень 13, 2017 на сайті Wayback Machine.
- Plasy – aktuální vodní stav na stránkách Povodí Vltavy Архівовано березень 30, 2017 на сайті Wayback Machine.
- Seznam vodních elektráren na Střele